# قضاء المنشية

قضاء المنشية قضاء يقع في لواء قصبة المفرق، محافظة المفرق في الأردن. ينتمي القضاء للواء قصبة المفرق الذي يضم 4 أقضية. يقدر عدد سكانه بـ 12244 نسمة حسب إحصاء 2015.
يقع قضاء المنشية إلى الغرب من مركز مدينة المفرق ويبعد عنها  حوالي 13 كم ويحده من الجنوب قضاء رحاب ويبعد عنه حوالي 8 كم ومن الشمال قضاء حوشا ويبعد عنه 12 كم و متصرفية لواء البادية الغربية.

## الوصلات الخارجية
- دائرة الاحصاءات العامة